# 杜埃英格兰学院
杜埃英格兰学院是一所位于法国杜埃的天主教神学院，与杜埃大学有联系。学院于1568年由威廉·艾伦建立，1798年因法国大革命而关闭。该学院曾参与《杜埃圣经》的翻译和出版工作。所培训的300名送往英格兰的传教士有约三分之一被处决。